# Dia do Pi
O Dia do Pi e o Dia da Aproximação de Pi são duas datas comemorativas em homenagem à constante π.

## Datas e convenções
O Dia do Pi é comemorado em 14 de março (3/14 na notação estadunidense), por 3,14 ser a aproximação mais conhecida de π. O auge das comemorações acontece à 1:59 da tarde (porque 3,14159 = π arredondado até a 5ª casa decimal) e também foi comemorado em dois jogos: Club Penguin e Animal Jam.[carece de fontes?]

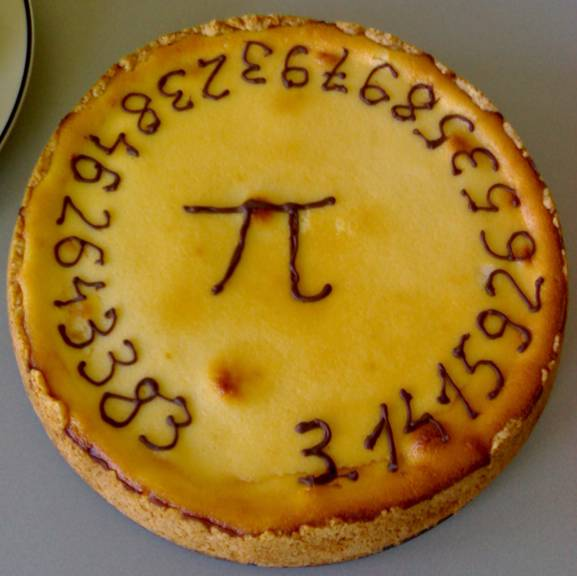
Torta do Pi na Delft University

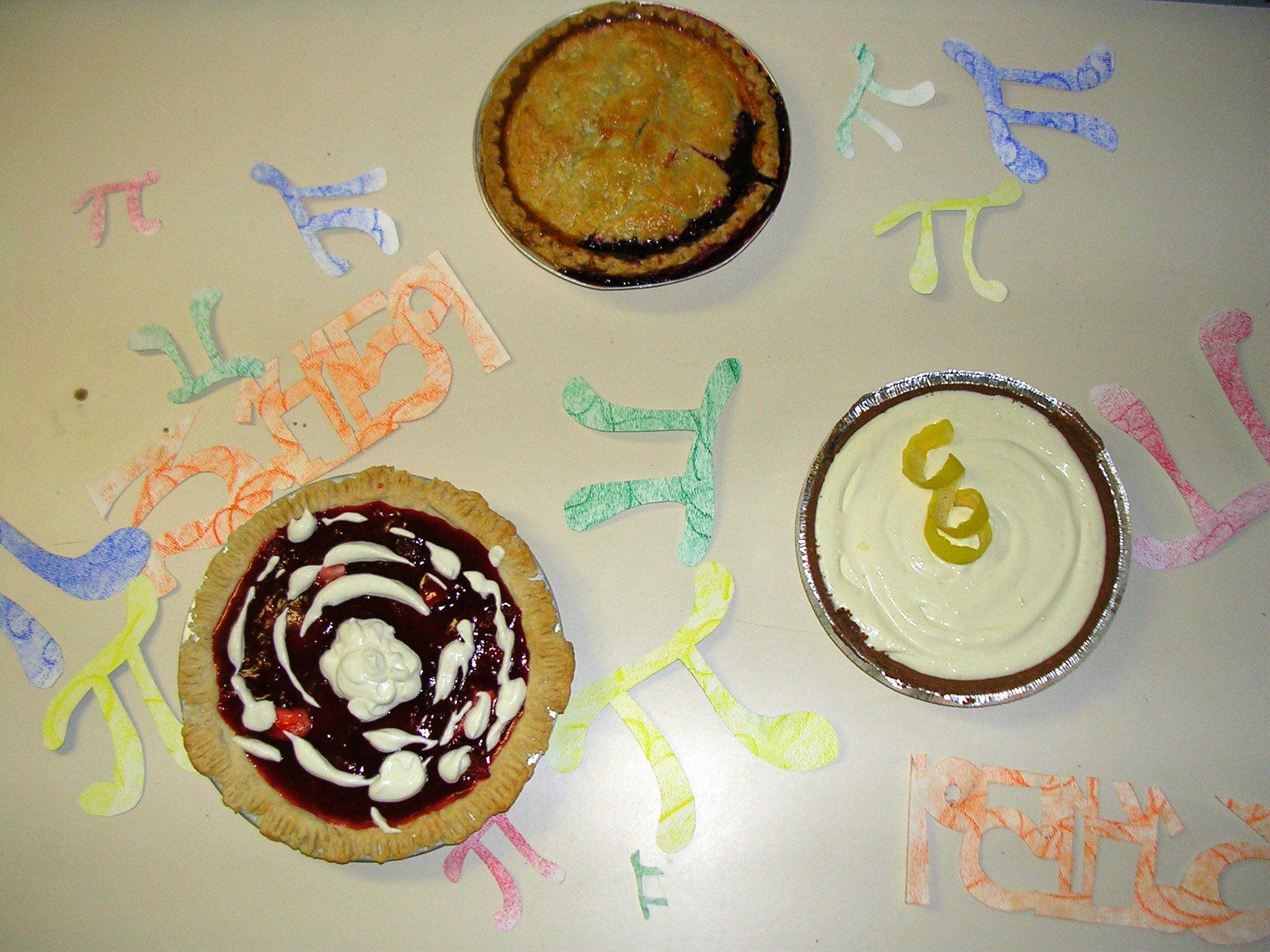
Tortas de uma comemoração no Massachusetts Institute of Technology

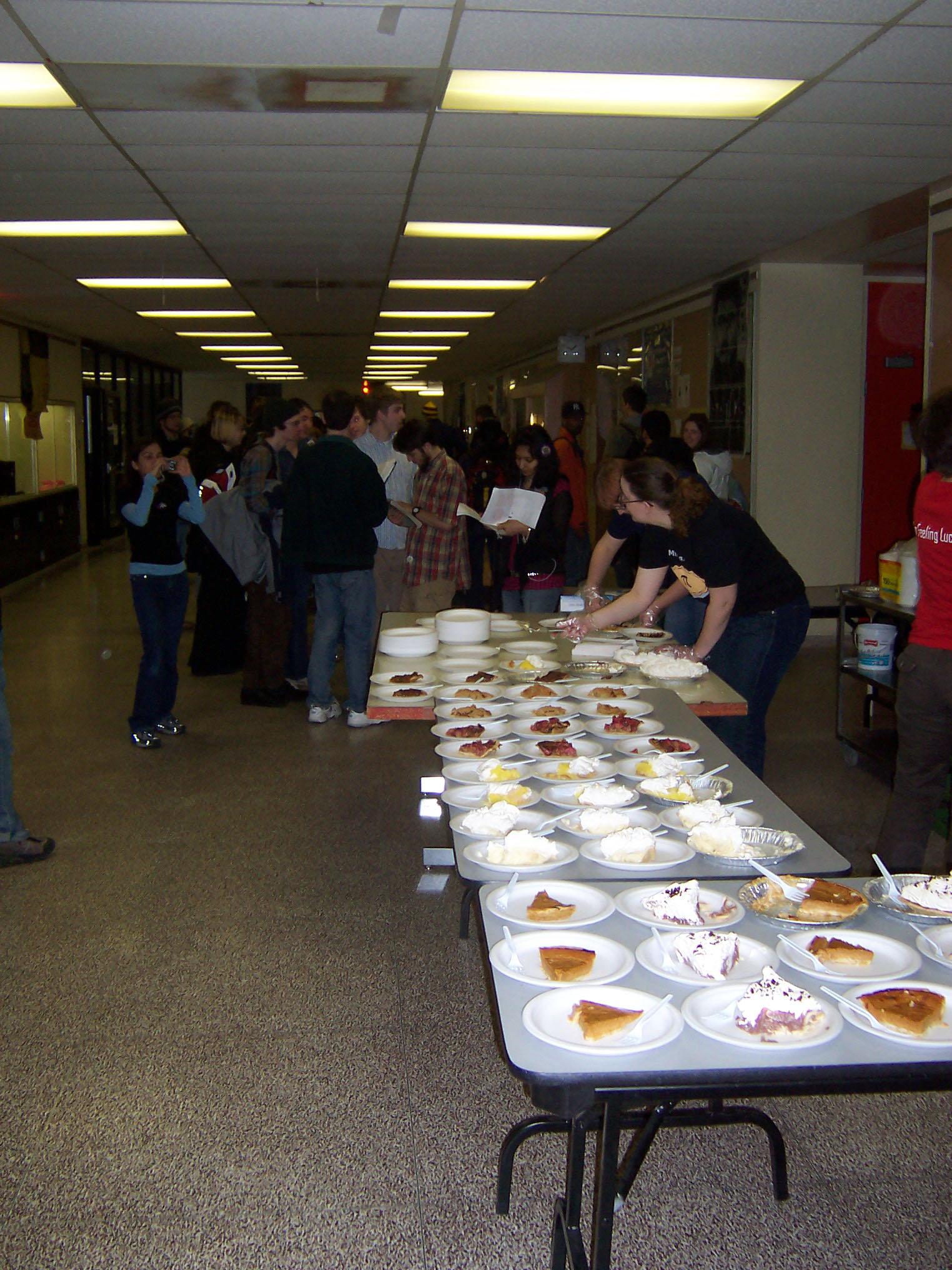
Torta gratuita sendo preparada na University of Waterloo

Se arredondarmos π para a sétima casa decimal, teremos 3,1415926, fazendo da 1:59:26 do dia 14 de março o Segundo do Pi (existe uma discussão a respeito, para alguns o Segundo do Pi foi em 14 de março de 1592, às 6:53:58).[carece de fontes?]
14 de março é o dia do nascimento de Albert Einstein e também o dia da morte de Stephen Hawking, o que agrega mais fãs das ciências exatas às comemorações.
A primeira comemoração do Dia do Pi aconteceu no museu Exploratorium de São Francisco, em 1988, com público e funcionários marchando em torno de um dos espaços circulares do museu, e depois consumindo tortas (pie em inglês) de frutas; no ano seguinte, o museu acrescentou pizza ao menu do Dia do Pi.
O fundador do Dia do Pi foi Larry Shaw (1939-2017), o "Príncipe do Pi", que mesmo fora do Exploratorium, ainda colaborava com as celebrações. Recentemente, uma celebração do Dia do Pi foi incorporada ao Second Life.
O Instituto de Tecnologia de Massachusetts costuma enviar suas cartas de aceitação de modo a serem entregues aos pretendentes a alunos no dia do Pi (sem muito sucesso, entretanto).
Em 14 de março de 2004, o savant Daniel Tammet recitou pi até o 22 514º dígito, obtendo o recorde europeu pelo feito.
Desde 2004, a NASA promove o Pi in the Sky, um conjunto de desafios matemáticos com temática espacial no qual os participantes devem calcular problemas reais, como por exemplo: terremotos em Marte, chuva de hélio em Júpiter, taxa de rotação do asteroide Oumuamua.

### Aproximação de Pi (π)
Há também quem comemore o Dia da Aproximação de Pi, que pode cair em diversas datas, de acordo com a convenção adotada:
- 26 de abril: A Terra completa dois radianos de sua órbita neste dia (ou em 25 de abril nos anos bissextos); portanto a órbita completa dividida pela distância percorrida é igual a π.
- 22 de julho: 22/7 na notação mais comum de data, é uma antiga aproximação de π.
- 10 de novembro: É o 314º dia do ano (ou 9 de novembro em anos bissextos)
- 21 de dezembro, às 1:13 p.m.: É o 355º dia do ano (20 de dezembro nos anos bissextos), celebrado à 1:13 para a aproximação chinesa 355/113.

## Tortas
Em inglês, a pronúncia da constante pi é idêntica a da palavra torta (pie). Por isso a tradição de comer tortas nesse dia. Mas como a constante tem íntima relação com as medidas da circunferência, são aceitos quaisquer pratos preparados em forma redonda.